# Klaus Bohl
Klaus Bohl (* 18. März 1962 in Bad Salzungen) ist ein deutscher Unternehmer und Kommunalpolitiker (Freie Wähler). Seit 2006 ist er Bürgermeister der Stadt Bad Salzungen im Wartburgkreis in Thüringen.

## Leben und politische Laufbahn
Bei den Kommunalwahlen in Thüringen 2006 trat Bohl erstmals als Bürgermeisterkandidat in Bad Salzungen an, erhielt in der Stichwahl 64,9 % der Stimmen und wurde zum Bürgermeister gewählt. Bei den Kommunalwahlen 2012, 2018 und 2024 wurde er wiedergewählt.
Zu Beginn seiner dritten Amtszeit vergrößerte sich das Stadtgebiet Bad Salzungens durch die Eingemeindung der Gemeinden Tiefenort, Frauensee und Ettenhausen an der Suhl, so dass die Einwohnerzahl der Stadt erstmals seit den 1980er Jahren wieder über 20.000 anstieg.
Im Kreistag des Wartburgkreises ist Bohl Fraktionsvorsitzender der Freien Wähler.
Bohl ist verheiratet und lebt in Bad Salzungen.

## Politische Positionen
Bohl entwickelte Bad Salzungen konsequent als Kurstadt weiter, seit 2009 ist die Stadt staatlich anerkanntes Soleheilbad.
Bei der im Zuge der Gebietsreform in Thüringen vollzogenen Wiedereingliederung der Stadt Eisenach in den Wartburgkreis setzte sich Bohl vehement für den Erhalt des Sitzes der Kreisverwaltung in Bad Salzungen ein.
Im Kreistag des Wartburgkreises tritt er für eine sparsame Verwaltung und möglichst niedrige Kreisumlage ein.